# Козлобородник донской
Козлобородник донской (лат. Tragopogon tanaiticus) — вид растений рода Козлобородник (Tragopogon) семейства астровых (Asteraceae).

## Общая характеристика
Жизненная форма — гемикриптофит. Многолетнее травянистое растение 10—50 см высотой.
Корневая система — стержневая.
Стебля одиночные или их несколько, от середины или ниже — разветвлённые. Нижние листья узкие, заострённые, до 20—-25 см длиной, 2—4 мм шириной; средние стеблевые листья с расширенным основанием, частично составлены, постепенно суженные, на концах отогнутые или закрученные.
Корзинки многочисленные, собраны в общее метельчато-щиткоподобное соцветие. Обёртка 15—23 мм длиной, белая; листочки обёртки до 5 мм шириной, заострённые. Цветки все с жёлтым язычковым венчиком, краевые превышают обёртку. Цветёт в июне — сентябре.
Плоды — семянки, по рёбрам покрыты мелкими островатыми чешуйками. Челка[неизвестный термин] 12—15 мм длиной, длиннее семени. Плодоносит в июле — октябре. Размножается семенами.

## Распространение
По типу ареала это восточно-причерноморский вид. Ареал вида охватывает бассейн Северского Донца. Эндемик трёх восточных административных областей Украины: Харьковской, Донецкой и Луганской.

## Экология
Растут на речных и сухопутных песках. Мезоксерофит.

## Численность
Локальные популяции немногочисленны, их структуры не исследованы. Численность уменьшается из-за нарушения естественных экотопов в результате хозяйственного освоения территорий — лесоразведения на песчаных террасах, добычи песка, выпаса скота.

## Природоохранный статус, охранные мероприятия
Внесён в «Красную книгу Украины», природоохранный статус — «Неоценённый».
Включён в Красную книгу Донецкой области.
Входит в Официальный перечень регионально-редких растений Донецкой и Луганской областей
Охраняется в национальном природном парке «Святые Горы», ботаническом заказнике местного значения «Остров». Рекомендуется создать заказники в местах произрастания вида, контролировать состояние популяций и выращивать в ботанических садах. Запрещён сбор растений и нарушения местообитаний, облесение песчаных арен, добыча песка, выпас скота.